# Villa Arken, Lidingö

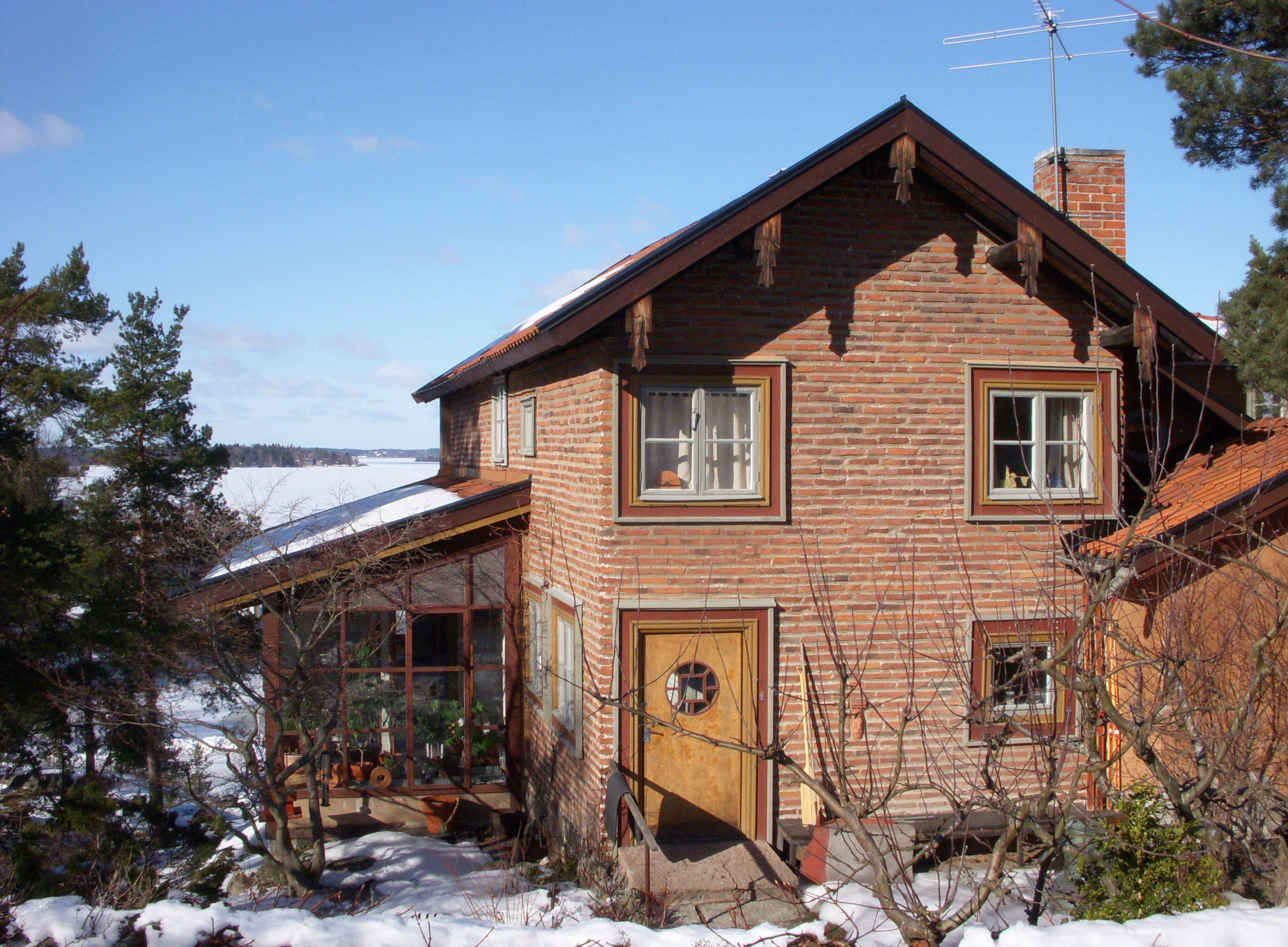
Villa Arken i mars 2011.

Villa Arken är en privatvilla vid Askrikevägen 40 i kommundelen Bo i Lidingö kommun. Villan ritades 1926–1936 av arkitekten Cyrillus Johansson åt honom själv och hans familj.

## Beskrivning
År 1926 förvärvade Johansson sluttningstomten med utsikt över Grönstaviken och Askrikefjärden på norra Lidingö. Till en början uppförde han 1930 ett fritidshus vilket 1936 byggdes ut till permanentbostad i en blandning av nationalromantik och tjugotalsklassicism. Villan består av olika byggnadskroppar med fasadbehandling i rött tegel och beigefärgad puts. Teglet är av samma sort som användes för Centrumhuset i Stockholm, även det ritat av Johansson. Mot fjärden finns ett stort panoramafönster och en indragen balkong som skyddas av ett långt utkragat tak.
Han gestaltade sin trädgård med mycket omsorg tillsammans med trädgårdsarkitekten Helfrid Löfquist. Det blev en blandning av kinesisk och japansk trädgårdsarkitektur samt ett möte av det exotiska med den nordiska naturen. Johansson såg vägen från grinden upp till huset som en metafor för vandringen genom livet. Huset och trädgården är fortfarande i familjens ägo och i mån av tid och möjlighet tar man emot besökare som vill uppleva trädgården.

## Bilder

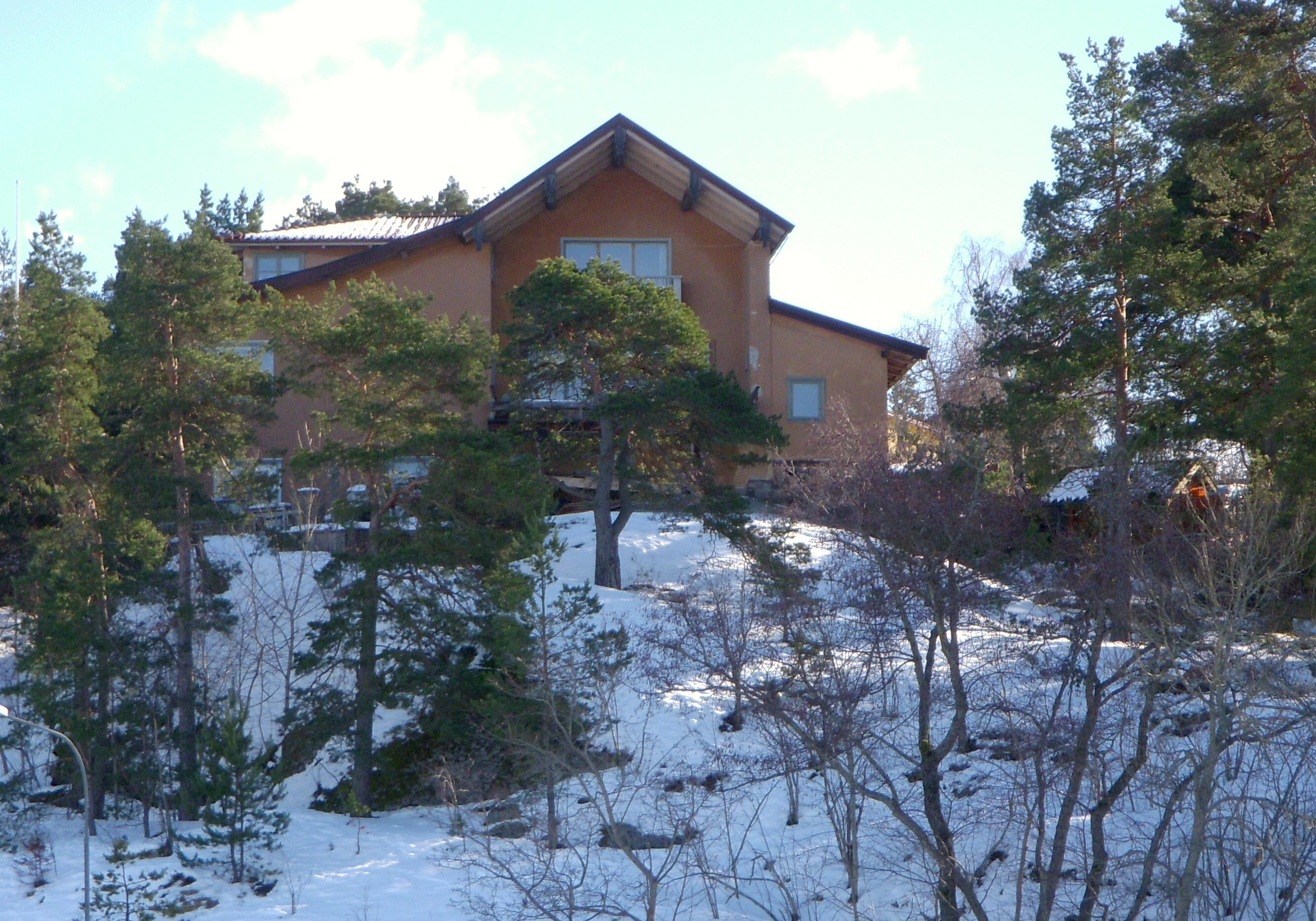
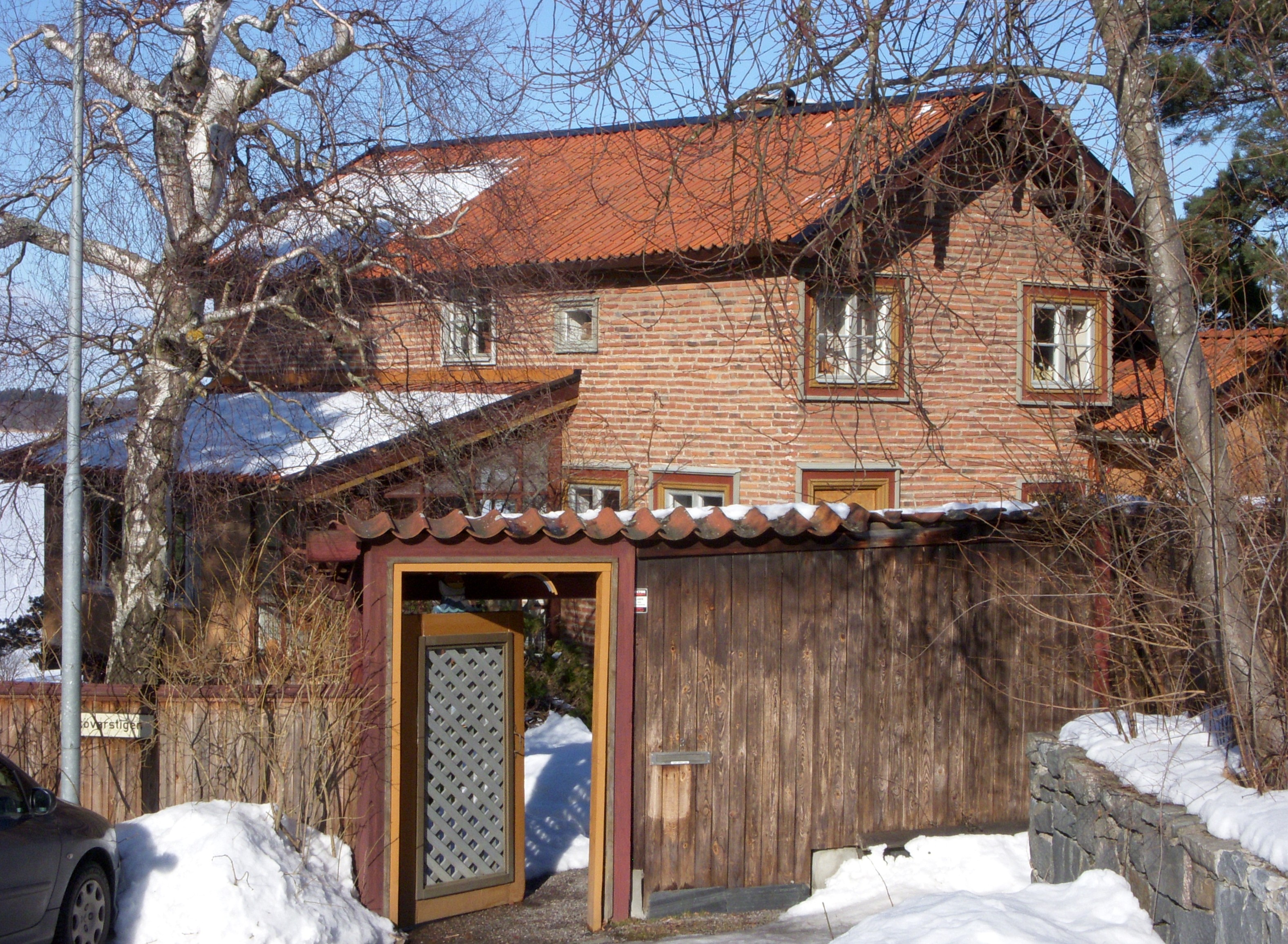
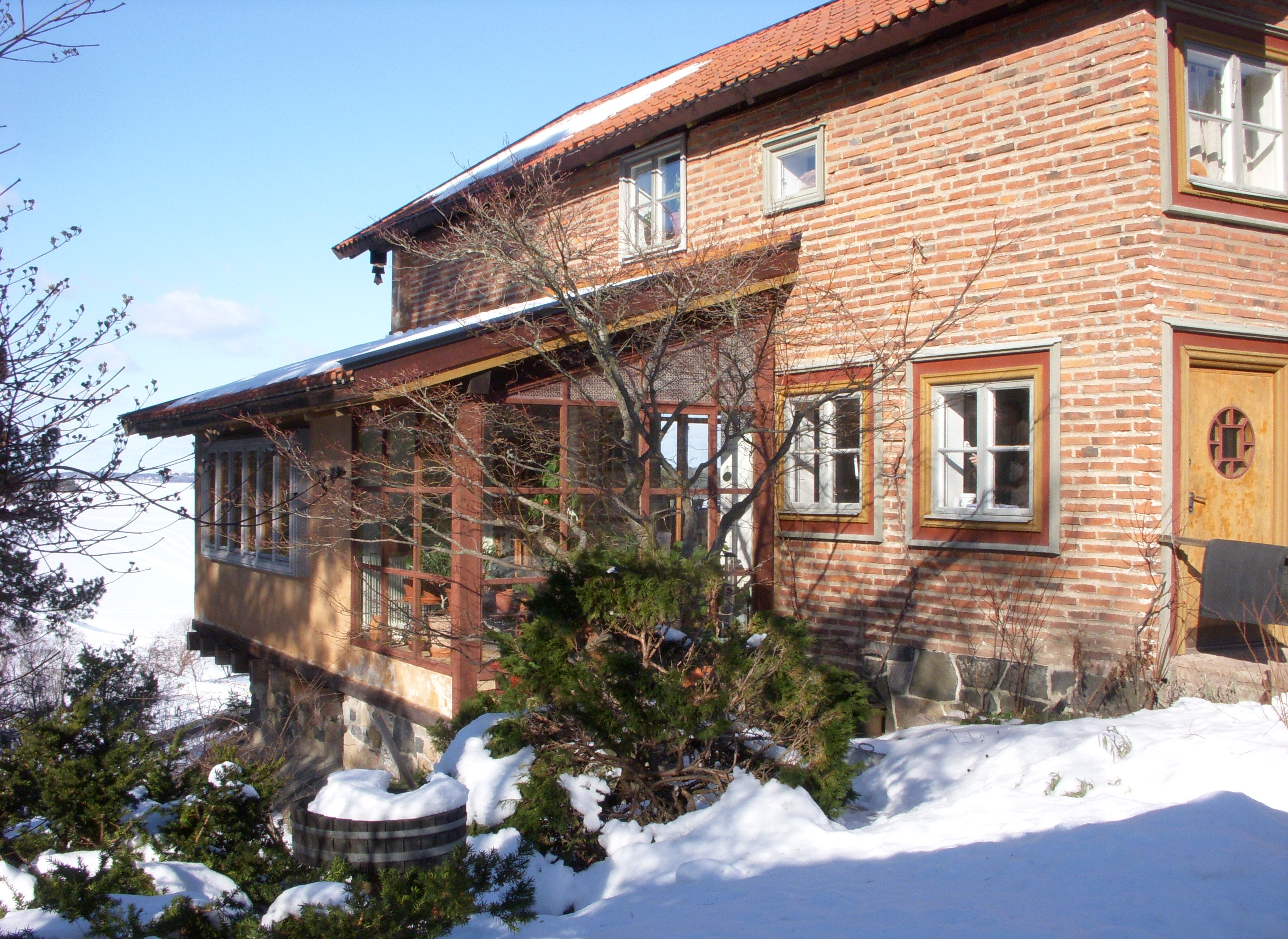
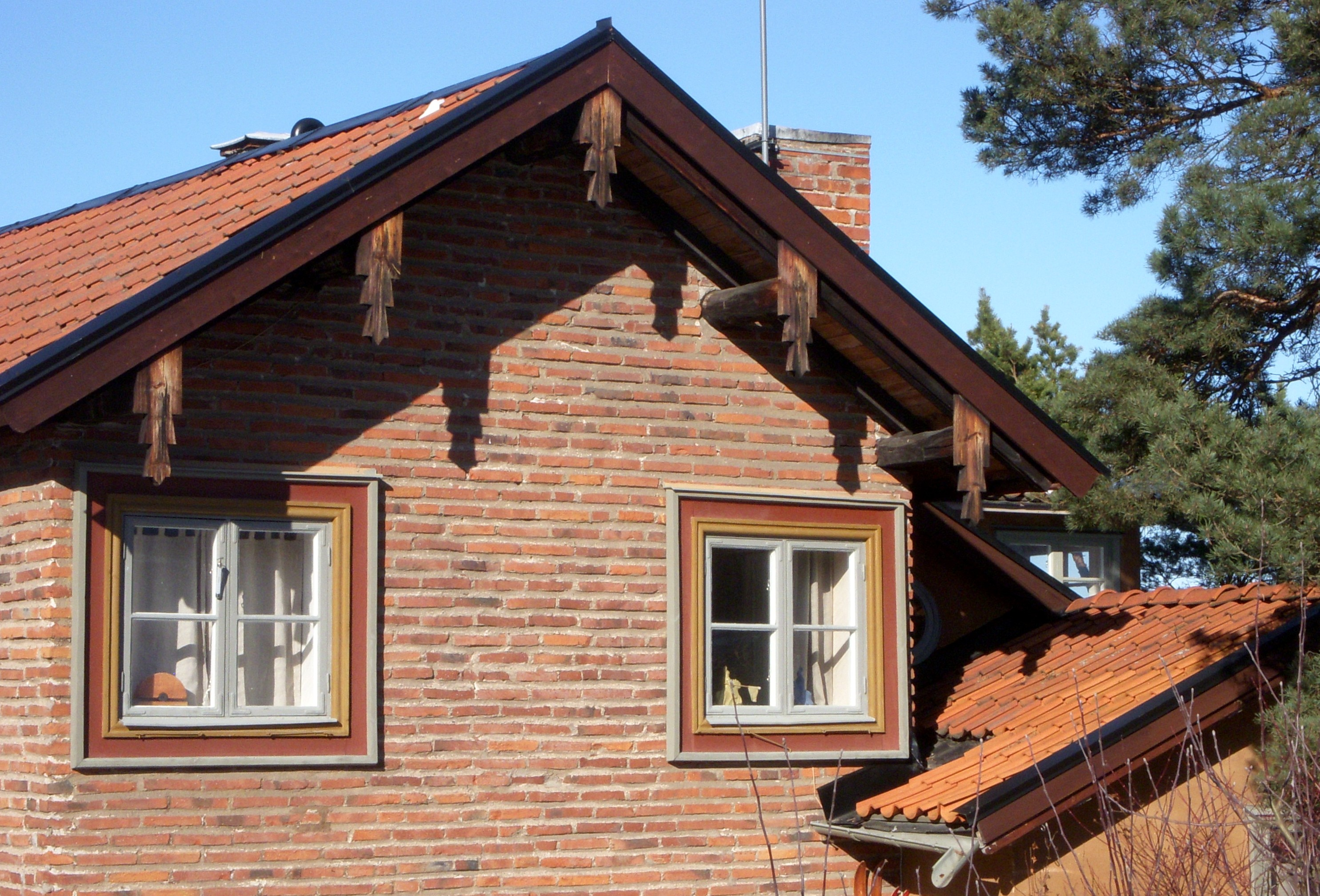